# Koninklijk Atheneum Isabelle Gatti de Gamond

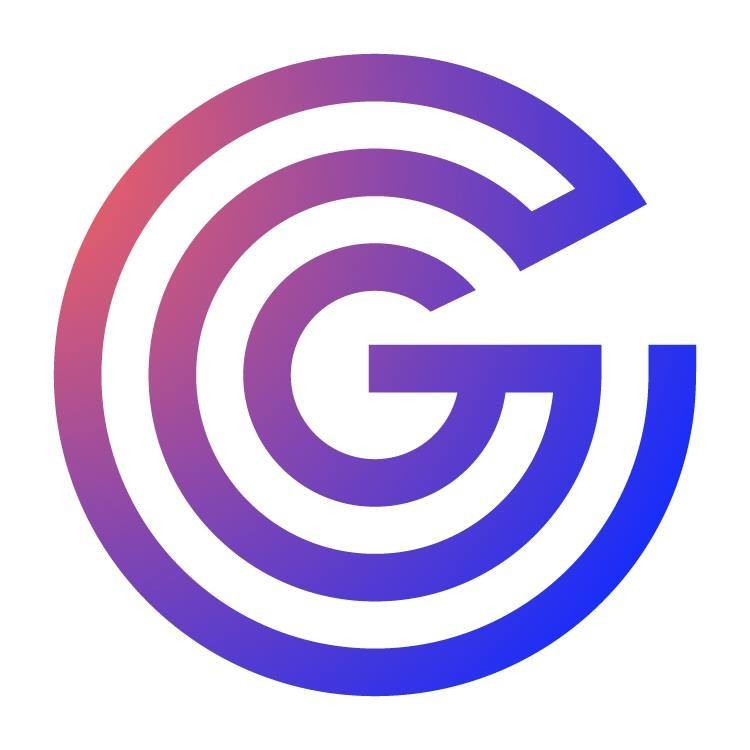
Nieuw logo van het atheneum Isabelle Gatti de Gamond (2019)

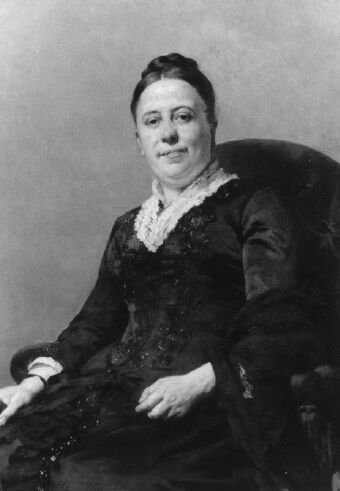
Isabelle Gatti de Gamond door Alfred Cluysenaar, Brussel, 1889 (Museum van de Stad Brussel)

Het Koninklijk Atheneum Isabelle Gatti de Gamond (Frans: Athénée royal Isabelle Gatti de Gamond) is een Franstalige onderwijsinstelling voor lager en secundair onderwijs in Brussel. De school werd opgericht in 1864 en was de eerste niet-confessionele onderwijsinstelling voor meisjes in België.

## Historiek
De school werd op 3 oktober 1864 ingehuldigd onder de naam “Cours supérieur d’éducation pour jeunes filles” en breidde haar onderwijsaanbod gedurende de tweede helft van de 19 eeuw voortdurend uit: een kleuterschool (1879), een “normaalschool” voor toekomstige regenten (leerkrachten voor de eerste drie jaren van het secundair onderwijs, 1880) en een afdeling die leerlingen voorbereidde op de universiteit (1894). De school werd de eerste officiële middenschool voor meisjes en later het eerste lyceum voor meisjes van de Belgische hoofdstad. In 1948 kreeg de school de naam “Lycée royal Gatti de Gamond” en in 1976 kreeg ze haar huidige naam toen ze werd opengesteld voor jongens.

## Infrastructuur

### Historiek van de vestigingen
- 1864: oprichting van de school in een stadspaleis, gelegen in de Broekstraat 68 (Brussel)
- 1866: uitbreiding van de school door de aankoop van het aangrenzende pand (Broekstraat 66, Brussel)
- 1917: ten gevolge van de sluiting van de school tijdens de Eerste Wereldoorlog werden in de lokalen van de Stuiversstraat (Brussel) clandestiene lessen georganiseerd
- 1926: verhuizing van de “normaalschool” naar de Berkendaelstraat (Vorst)
- 1962: voorlopige onderbrenging van de school in de gebouwen van de Oratoriënberg en de Lignestraat (Brussel)
- 1976: terugkeer naar de oorspronkelijke site nadat de huidige gebouwen in de Broekstraat waren voltooid[4]

### Huidige campus
Het atheneum heeft lokalen op drie plaatsen:
- Lager onderwijs: Kanonstraat 9 te 1000 Brussel
- Secundair onderwijs: Broekstraat 65 te 1000 Brussel

Sinds de sluiting van het Koninklijk Atheneum van Brussel (2002) is de school het enige atheneum van het officiële onderwijs van de Franse Gemeenschap die in het historische centrum van Brussel (Vijfhoek) is gelegen.

## Onderwijs
De secundaire afdeling van het atheneum biedt algemeen en technisch onderwijs aan :
- Keuzerichtingen van het algemeen onderwijs: Latijn, wetenschappen, economische wetenschappen, sociale wetenschappen en moderne talen
- Keuzerichtingen van het technisch onderwijs: toerisme, boekhouden en management

## Alumni

### Oud-directeurs
Isabelle Gatti de Gamond (1864-1899), Cornélie Nourry (1899-1902), Lilla Monod (1902-1919), Germaine Collaer-Feytmans (1919-1926), Juliette Orban (1926), Juliette Daco-Wéry (1926-1944), Angèle Ramoisy (1944-1958), Hélène Andries-Leva (1958-1977), Betty Wéry-Hofman (1977-1978), René Pira (1978), Rose Delmez (1978-1979), Pierre Willemart (1980-1989), Andrée Depauw (1990), Jean-Pierre Goman (1990), Bernadette Genotte (1991-2004), Nicole Antoine (2004-2009); Hugues Thiry (2009-2010); André Charneux (2010-2013), Bertrand Wilquet (2014), Pascal Hallemans (2015-2017) en Bertrand Wilquet (sinds 2017).

### Oud-leerkrachten
- Henriette Dashsbeck: feministe, pedagoge
- Andrée Geulen: ‘Rechtvaardige onder de Volkeren'
- Odile Henri (1892-1945) : lerares en vervolgens directrice van het internaat van de school. Zij was lid van het Geheim Leger sinds 1941 en kwam om het leven in het concentratiekamp van Bergen-Belsen, waar zij terecht kwam nadat zij een tiental Joodse kinderen in het internaat had verborgen. Haar echtgenoot Henri Ovart werd naar het kamp van Ravensbrück gebracht en stierf tijdens de dodenmars in 1945.
- Anne Morelli: historica, hoogleraar aan de Université Libre de Bruxelles
- Louise Popelin (1850-1937) : een van de drie eerste meisjes aan de universiteit (samen met Emma Leclercq en Marie Destrée).
- Marie Popelin: eerste vrouwelijke juriste, zus van Louise.

### Oud-leerlingen
- Alain Berliner, filmmaker
- Georgette Ciselet, senator
- Marie Closset, pedagoge
- Martine Cornil, journalist
- Farid El Asri, hoogleraar aan de Université catholique de Louvain.
- Alexis Goslain, acteur
- Marie Janson, senator
- Marthe de Kerchove de Denterghem, feministe
- Helena Lemkovitch, zangeres
- Lio, zangeres
- Michel Ngonge, profvoetballer
- Nathalie Uffner, auteur
- Marguerite Van de Wiele, auteur
- Gabrielle Warnant (1881-1960), feministe
- Mourade Zeguendi, acteur

## Bereikbaarheid
- Gebouw A van het lager onderwijs en de secundaire afdeling zijn dicht bij het station van Brussel-noord en Brussel-Congres gelegen en dichtbij volgende de metrohaltes Rogier en de Brouckère.
- Gebouw B van het lager onderwijs bevindt zich dicht bij de metrohaltes van Weststation en Jacques Brel.

## Voetnoten en referenties
1. ↑  Eliane Gubin, Valérie Piette (2004). Isabelle Gatti de Gamond, 1839-1905. La passion d'enseigner, pp. 43-53.
2. ↑  John Bartier, Lucien Cooremans (1964). Un siècle d'enseignement féminin: le lycée royal Gatti de Gamond et sa fondatrice.
3. ↑  Gatti de Gamond, Athénée Isabelle, dans : Dictionnaire d'Histoire de Bruxelles (2013).
4. ↑  Le Patrimoine monumental de la Belgique: Bruxelles, Volume 1, (1989), pp. 386.